# Zdeněk Stromšík
Zdeněk Stromšík (* 25. listopadu 1994 Valašské Meziříčí) je český atlet, specializující se na sprint.
Pochází z Poličné, s atletikou začínal v Uherském Hradišti. Poté, co byl v roce 2017 jako neperspektivní vyřazen z týmu PSK Olymp Praha, trénuje v Ostravě.
Je (k červenci 2019) spoludržitelem českého národního rekordu v běhu na 100 metrů, a to časem 10,16 sekundy, kterého dosáhl 18. července 2018 v Táboře. Zároveň je i držitelem juniorského českého maxima (časem 10,32 s z roku 2013) na stejné trati a českého žákovského rekordu v běhu na 60 metrů. S nepovolenou podporou větru 3,0 m/s zaběhl stovku ještě rychleji, a to v nejrychlejším českém čase historie 10,11 sekundy při Českých akademických hrách v Brně v červnu 2018.

## Osobní rekordy
- Běh na 60 metrů - 6,59 s (2023)[4]
- Běh na 100 metrů - 10,16 s (2018, NR společně s Janem Velebou a Dominikem Záleským)[5]